# Пейджет (Бермуди)

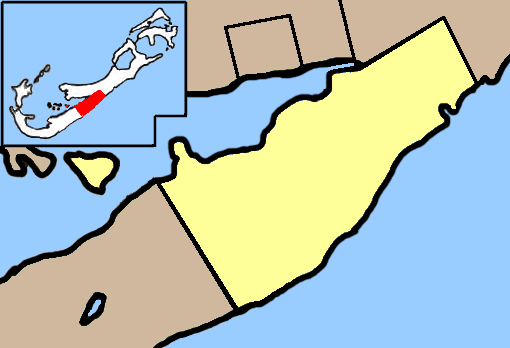

Пейджет (англ. Paget Parish) — один з дев'яти округів Бермудів. Населення 5 702 чоловік (2010).

## Географія
Округ знаходиться в центрально-південній частині ланцюга Бермудських островів.
Округ Пейджет межує з округом Уорік на південному заході і з округом Девоншир на північному сході. Вся площа округу становить 5,3 км². В окрузі знаходиться Бермудський ботанічний сад.

## Історія
Свою назву округ отримав на честь англійського колонізатора Вільяма Пейджета Четвертого (1572—1629).